# Neopedies brunneri
Neopedies brunneri är en insektsart som först beskrevs av Giglio-tos 1894.  Neopedies brunneri ingår i släktet Neopedies och familjen gräshoppor. Inga underarter finns listade i Catalogue of Life.